# Hemtjärnen (Ore socken, Dalarna)
Hemtjärnen är en sjö i Rättviks kommun i Dalarna och ingår i Dalälvens huvudavrinningsområde.